# Benoît Darondeau
Pour les articles homonymes, voir Darondeau.
Benoît Darondeau (né à Paris le 3 avril 1805 et mort le 1er mars 1869 dans la même ville) est un ingénieur hydrographe français, qui participa à l'expédition autour du monde de la Bonite en 1835-1836.

## Biographie
Polytechnicien, il est le fils du compositeur Henri Darondeau et l'un des frères de l'artiste peintre Stanislas Darondeau.

## Publications
- Observations magnétiques (Voyage autour du monde exécuté pendant les années, 1836 et 1837 sur la Corvette La Bonité commandés par M. Vaillant), Arthus Bertrand Éd., Paris, 1842-1846.
- Notice sur les erreurs des compas dues aux attractions locales à bord des navires en bois et en fer, Dupont, Paris, 1858, 54 p.
- Sur l’emploi du compas étalon et la courbe des déviations à bord des navires en fer et autres, Ministère de la Marine et des Colonies, Dépôt des Cartes et Plans de la Marine, Paris, 1863, 40 p.